# Cavendishia pilobracteata
Cavendishia pilobracteata är en ljungväxtart som beskrevs av J.L. Luteyn. Cavendishia pilobracteata ingår i släktet Cavendishia och familjen ljungväxter. Inga underarter finns listade i Catalogue of Life.